# Мерана
Мера̀на (на италиански: Merana; на пиемонтски: Meiran-a, Мейран-а) е село и община в Северна Италия, провинция Алесандрия, регион Пиемонт. Разположено е на 253 m надморска височина. Населението на общината е 190 души (към 2010 г.).